# Southampton Airport
Southampton Airport (IATA: SOU, ICAO: EGHI) is een internationale luchthaven, gelegen in Eastleigh op ongeveer 6 kilometer ten noordoosten van Southampton. De luchthaven is eigendom van en wordt uitgebaat door BAA. In 2011 verwerkte ze 1.762.076 passagiers. Er zijn geen langeafstandsvluchten vanaf Southampton Airport. De startbaan is vrij kort en niet geschikt voor grote toestellen, wel voor types als de Bombardier Q Series en de BAe 146.

## Geschiedenis[1]
De eerste vluchten op de site, die toen behoorde aan de Stoneham Farm, vonden plaats in 1910. Tijdens de Eerste Wereldoorlog werd de site opgeëist door het Ministerie van Oorlog, en in 1917 aan de Amerikaanse US Navy overhandigd die er hangars bouwde. Na de oorlog werden er lijnvluchten gehouden naar onder meer Plymouth en Londen. Het vliegveld was toen gekend als "Atlantic Park". Het werd in 1932 gekocht door de Southampton Corporation die het omdoopte tot "Southampton Municipal Airport". Het militaire deel van de site, gebruikt door de Fleet Air Arm van de Royal Air Force heette aanvankelijk "RAF Eastleigh" maar werd "RAF Southampton" in 1936. Toen de Fleet Air Arm onder het bevel van de Royal Navy kwam, werd de naam in 1939 veranderd in "HMS Raven".
De naburige Supermarine Aviation Works gebruikten het vliegveld vanaf 1936 voor testvluchten van de Supermarine Spitfire. In 1938 vestigde de Cunliffe-Owen Aircraft Ltd. zich in Eastleigh. Tijdens de Tweede Wereldoorlog bouwde Cunliffe-Owen onderdelen en voerde het onderhouds- en reparatiewerk uit voor Supermarine. Van 1943 tot 1946 bouwde het de Supermarine Seafire. Na 1947 werd een deel van de Cunliffe-Owenfabriek verhuurd aan de Cierva Autogyro Company, en kort daarna werd de fabriek verkocht aan Briggs Motor Bodies; het werd later een Ford-fabriek, waar de Ford Transit werd geproduceerd. De fabriek bestaat nog steeds maar wordt nu gescheiden van het vliegveld door de autosnelweg M27.
Na de Tweede Wereldoorlog werden er terug lijnvluchten ingelegd vanaf Southampton Airport, aanvankelijk naar de Kanaaleilanden. In de jaren 1960 werd het vliegveld gemoderniseerd, waarbij onder meer de verharde startbaan werd aangelegd. Airports UK, een filiaal van BAA, nam in 1984 het beheer over van Southampton Airport en in 1990 kocht BAA het vliegveld. In 1994 werd een nieuw terminalgebouw in gebruik genomen en in 2003 werd de kaap van één miljoen passagiers per jaar overschreden.

## Trafiek
| Jaar | Aantal passagiers (duizendtallen) |
| ---- | --------------------------------- |
| 2002 | 790                               |
| 2003 | 1.219                             |
| 2004 | 1.532                             |
| 2005 | 1.838                             |
| 2006 | 1.913                             |
| 2007 | 1.966                             |
| 2008 | 1.951                             |
| 2009 | 1.791                             |
| 2010 | 1.734                             |
| 2011 | 1.762                             |

## Bereikbaarheid
Southampton Airport ligt aan afrit 5 van de autosnelweg M27.
Er is een spoorwegstation naast het vliegveld, Southampton Airport Parkway Station met verbindingen naar onder meer Southampton, London Waterloo, Bournemouth en Weymouth. Er zijn ook busverbindingen naar Southampton.